# (4035) Thestor
(4035) Thestor ist ein Asteroid aus der Gruppe der Jupiter-Trojaner. Damit werden Asteroiden bezeichnet, die auf den Lagrange-Punkten auf der Bahn des Jupiter um die Sonne laufen. (4035) Thestor wurde am 22. November 1986 von Kenzō Suzuki und Takeshi Urata entdeckt. Er ist dem Lagrangepunkt L4 zugeordnet.